# مغنيط

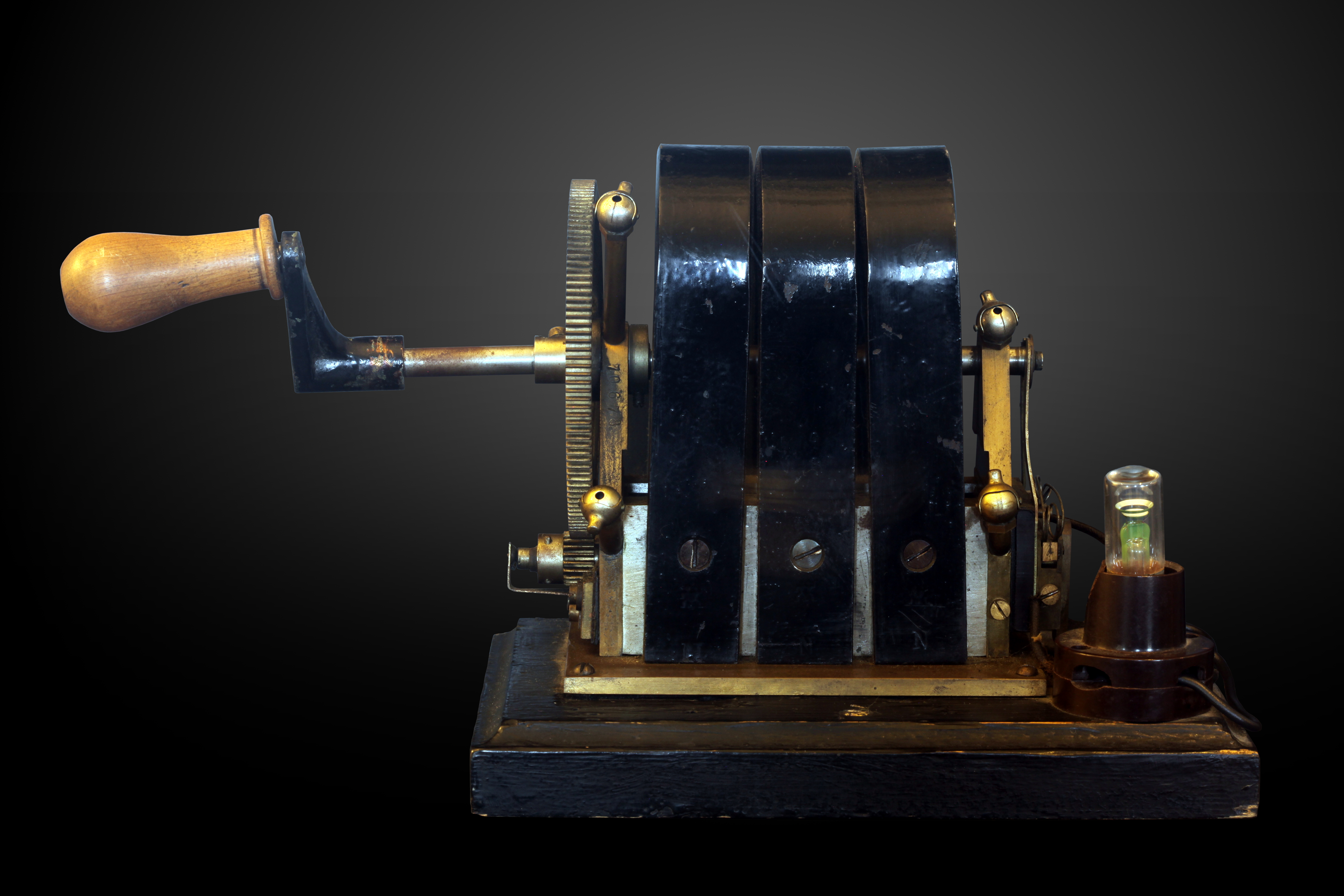
عرض توضيحي لمغنيط ذو مرفق يدوي مصنوع في قرابة عام 1925، معروض في متحف مدينة جنيف لتاريخ العلوم.

المَغْنِيط أو المِغْنِيط (الجمع: مغانيط) أو المِغْنَاط (بالإنجليزية: Magneto)‏ هو مولد كهربائي يَستخدم مغانط دائمة لإنتاج نبضات دورية من التيار المتناوب. على عكس الدِّنام (الدينامو)، لا يحتوي المغنيط على مِبدال لإنتاج تيار مستمر. يُصنَّف على أنه شكل من أشكال المُنَوِّبَات، على الرغم من أنه يعتبر عادةً مميزًا عن معظم المُنَوِّبَات الأخرى، والتي تستخدم ملفات الحقل بدلاً من المغناطيسات الدائمة.
استُخدمت المولدات المغنيطية ذات المِرفَق اليدوي لتوفير تيار رنين في نُظُم الهاتف. وُوئِمَتْ أيضًا المغانيط لإنتاج نبضات ذات جهد عالي في نُظُم الإشعال [الإنجليزية] لبعض محركات الاحتراق الداخلي التي تعمل بالبنزين لتوفير الطاقة لشمعات الاحتراق. يقتصر استخدام مَغَانِيط الإشعال [الإنجليزية]هذه الآن أساسًا على المحركات التي لا تحتوي على نظام كهربائي منخفض الجهد، مثل جزازات العشب والمناشير السِّلسلية، ومحركات الطائرات، حيث يضمن الحفاظ على استقلالية الإشعال عن بقية النظام الكهربائي استمرار عمل المحرك في حالة تعطل المُنَوِّب [الإنجليزية] أو البطارية. ولأغراض التكرار، فإن جميع الطائرات ذات المحركات المكبسية تقريباً مزودة بنظامين مغنيطيين، كل منهما يزود الطاقة لشمعتين من شمعات الإشعال في كل أسطوانة.
استُخدمت المغانيط في نُظُم الطاقة المعزولة المتخصصة مثل نُظُم المصابيح القوسية أو المنارات، حيث كانت بساطتها ميزة لها. ولم تُطبَّق على نطاق واسع لأغراض توليد الكهرباء بالجملة، لنفس الأغراض أو بنفس القدر الذي استخدم فيه الدُّنُم (جمع دِنام) أو المنوبات. فقط في حالات قليلة متخصصة استُخدمت لتوليد الطاقة الكهربائية.

## معرض الصور

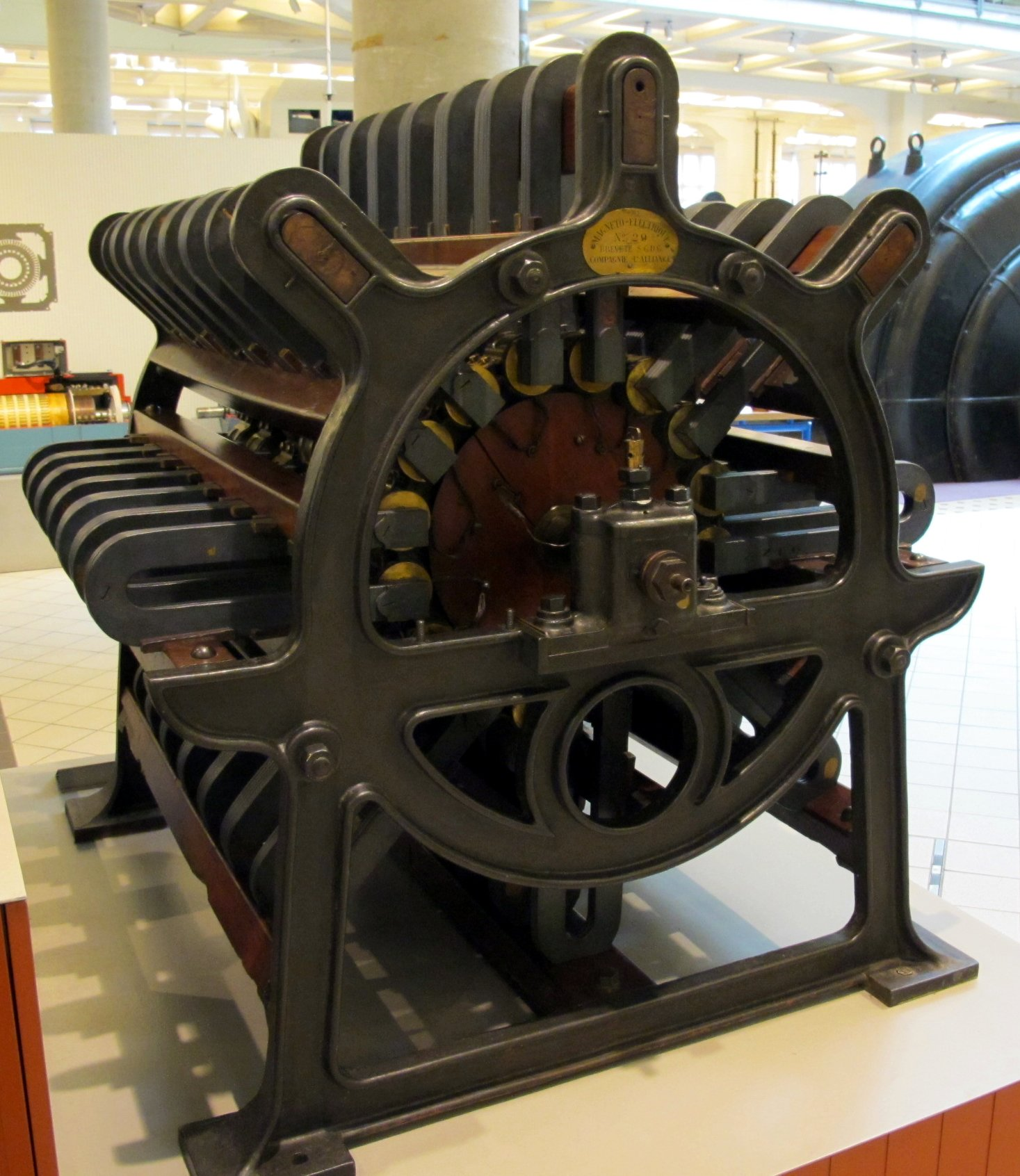
مولد مغنيطي بقدرة 2 كيلو واط من شركة التحالف (Société de l'Alliance) للمصابيح القوسية، يعود تاريخه إلى قرابة عام 1870